# Jacques Louis Battmann
Pour les articles homonymes, voir Battmann.
Jacques-Louis Battmann, né à Masevaux le 25 août 1818 et mort à Dijon le 7 juillet 1886, est un organiste et compositeur français.

## Biographie
Jacques-Louis Battmann suit ses études à Belfort et à l'école normale de Colmar. Il y suit les cours de composition avec Schlosser et d'orgue avec Martin Vogt. Tout en étant instituteur à Thann, il devient organiste de Belfort en 1840 puis à la cathédrale Saint-Georges de Vesoul en 1855.
Il fait publier ses premières composition pour l'orgue et participe à des expertises de cet instrument. Peu à peu, son répertoire s'étend avec des centaines d’œuvres, principalement pour orgue ou harmonium, pour la voix illustrée dans la musique liturgique, et pour des ensembles instrumentaux à l'usage des salons.

## Œuvres

### Pour piano
- Brises d'Italie en Ut Majeur, IJB 37
- Les joyeux mariniers en Sol Majeur, IJB 44
- Les musiciens ambulants en Sol Majeur, IJB 48
- Les petits marquis en Ut Majeur, IJB 72
- Nous n'irons plus au bois en Ut Majeur, IJB 82
- Les vacances de bébé en Ut Majeur, IJB 83
- Le bouquet de camélias en Ut Majeur, IJB 106
- La corbeille de violettes en Ut Majeur, IJB 107
- La course des singes en Sol Majeur, IJB 201
- La fée Girofla en Sol Majeur, IJB 217
- L'oie du Caire en Ut Majeur, IJB 249
- Le tambour de la garde en Ut Majeur, IJB 254
- A mon beau château en Ut Majeur, IJB 265
- Les petites souris blanches en Sol Majeur, IJB 304

### Pour orgue ou harmonium[2]
- Premier volume, op. 330, 25 Entrées et 25 Élévations pour orgue ou harmonium.
- Deuxième volume, op. 331, 25 Offertoires pour orgue ou harmonium[3].
- Troisième volume, op. 332, 25 Marches-Sorties pour orgue ou harmonium.
- Quatrième volume, op. 333, 100 Versets ou Préludes pour orgue ou harmonium.
- Cinquième volume, op. 334, 50 airs de Cantiques, les plus populaires, transcrits ou arrangés pour orgue ou harmonium seul, pouvant servir d'entrées, d'offertoires, d'élévations ou de sorties. « Ils peuvent servir aussi d'accompagnement à ces mêmes cantiques, quand on les chantera ».

### Pour deux voix et orgue (ou harmonium)[4]
- Messe en ut majeur, à deux voix, op. 335.
- Messe en sol majeur, à deux voix, op. 336.
- Dix litanies à la sainte Vierge, à deux voix, op. 337 — 1re) en sol majeur ; 2e) en ré majeur ; 3e) en mi bémol majeur ; 4e) en fa majeur ; 5e) en ut majeur ; 6e) en ré majeur ; 7e) en ré majeur ; 8e) en ut majeur ; 9e) en la majeur ; 10e) en mi bémol majeur.
- Dix motets au Saint-Sacrement, à deux voix, op. 338.
- Dix motets et Antiennes à la Vierge, à deux voix, op. 339.
- Vingt motets pour les grandes fêtes, à deux voix, op. 340.
- Dix motets pour les fêtes patronales, à deux voix, op. 341.